# Vad tyst det blev...
Vad tyst det blev... är en animerad kortfilm skapad av David F. Sandberg. Filmen behandlar tonårskänslor och handlar om två unga människor med dåligt självförtroende och deras tankar. Filmen vann priser för bästa film (tungvikt), bästa manus, bästa ljud, samt publikens pris på Novemberfestivalen i Trollhättan 2006.
Under vintern 2010 tog David F. Sandberg i samband med producenten Claes Lundin beslut om att försöka utveckla kortfilmen till långfilm, med målsättning om biografdistribution. Hemsidan "www.vadtystdetblev.se" lanserades i januari 2011, där besökare uppmanas att registrera sitt intresse.